# روبن هيل
روبن هيل (بالإنجليزية: Robin Hill)‏ هو رسام أسترالي، ولد في 1932.